# حوزه انتخابیه چهاردهم فلوریدا
حوزه انتخابیه چهاردهم فلوریدا یک حوزه انتخابیه مجلس نمایندگان آمریکا است که در ایالت فلوریدا قرار دارد.